# Eテレキッズ
『Eテレキッズ』（イーテレキッズ）は、2010年3月29日からNHK Eテレで放送されている乳幼児・未就学児向け教育番組ゾーンの名称である。
NHKが発行する放送番組表では「幼児・子どもゾーン」としており『Eテレキッズ』の名称は主に新聞のテレビ番組表で使用する。

## 概要
NHK教育に「Eテレ」という愛称が導入された2010年度に、1999年度から11年間放送された『あつまれ!わんパーク』をリニューアルする形で新たに設けられた。
また「幼・保一体化」などの流れを受け、それまで「学校放送」として扱われた番組も統合および移設され、地デジ完成後に改めて見直しが進められた。

## 改編変遷

### 2011年度
ゾーンタイトルの放送が始まり、それに伴い『いないいないばあっ!』『おかあさんといっしょ』『みいつけた!』は中途半端な時間に開始（終了）になり『あつまれ!わんパーク』時代（2004年度以前）と似たような形になった。
また、開始時刻が繰り上げられ、朝は『Eテレ0655』を内包する形となった。

### 2012年度
『ダーウィンの動物大図鑑 はろ〜!あにまる』が放送された時間帯に『まいにちスクスク』が放送されたが、他の大きな変更は無かった。

### 2013年度
『つくってあそぼ』『クッキンアイドル アイ!マイ!まいん!』『クインテット』が廃止。それぞれ『ノージーのひらめき工房』『すすめ!キッチン戦隊クックルン』『ムジカ・ピッコリーノ』に変更された。
また、平日の夕方の枠が10分縮小され、NHK for Schoolの再放送に充てられた。

### 2014年度
ゾーンタイトルが廃止され、中途半端な時間に開始（終了）する編成が解消された。

### 2015年度
『すすめ!キッチン戦隊クックルン』『モリゾー・キッコロ 森へいこうよ!』が廃止。それぞれ『ゴー!ゴー!キッチン戦隊クックルン』『なりきり!むーにゃん生きもの学園』に変更された。
また、夕方に10分の日替わり枠が新設され、夕方の『フックブックロー』と朝の『キッチン戦隊クックルン』が廃止。平日の夕方の最後には『ニャンちゅうワールド放送局ミニ』が毎日配置された。
そのほか『みんなのうた』が平日の朝と土曜日の夕方にも放送されるようになった。

### 2016年度
『フックブックロー』の10分版と『ゆうやけシャキーン!』が廃止。両番組の後枠で『コレナンデ商会』が放送を開始した。
日曜日の朝に『わしも』『どちゃもん あさめしまえ』が新設。また、夕方の放送枠が拡大された。土曜日の『おかあさんといっしょ あつまれ!土曜日』は「Eテレキッズ」となって以来、初めて通常の『おかあさんといっしょ』名義となった。

### 2017年度
『オトッペ』『ノージーのひらめき工房ミニ』が新設。また『おとうさんといっしょミニ』は土曜日の夕方から金曜日の夕方に変更された。
朝の『ミニアニメ』『マリー&ガリー』『アニメ おしりかじり虫』、木曜日以外の『ニャンちゅうワールド放送局ミニ』、木曜日の『フックブックローミニ』は廃止された。

### 2018年度
『ニャンちゅうワールド放送局』が『ニャンちゅう!宇宙!放送チュー!』にミニを含め改題（時間の変更は無し）。『フックブックローミニ』『どちゃもん あさめしまえ』が廃止。『コレナンデサンデー』（コレナンデ商会）が新設された。
日曜日の朝の放送時間が変更された。エンディングで「NHKキッズアプリでも番組の動画がみられるよ！」のテロップが表示された。

### 2019年度
出典

### 2020年度
出典

### 2021年度
出典
番組のエンドクレジット（「終」「おわり」「END」など）が廃止され、番組宣伝が30秒に拡大された。
また、子供たちの生活実態に合わせて編成が変更され『ゴー!ゴー!キッチン戦隊クックルン』が6年ぶりに朝枠進出、『シャキーン!』が初の放送時間変更となり、『コレナンデ商会』『みいつけた!』『おかあさんといっしょ』『パッコロリン』『いないいないばあっ!』の放送開始が15分ずつ繰り上げられた。
そのほか、BSプレミアムのみの放送であった『みんなDEどーもくん!』『おとうさんといっしょ』が地上波に進出するなど、大幅な改編がなされた。他の改編は以下の表を参照。

#### 平日
| 6:35 - 9:00                | 6:35 - 9:00               | 6:35 - 9:00                     | 6:35 - 9:00       |
| 改 編 前                   | 番 組 名                  | 改 編 後                        | 備 考             |
| -------------------------- | ------------------------- | ------------------------------- | ----------------- |
| 6:35 - 6:45                | にほんごであそぼ          | 8:25 - 8:35 （月曜日 - 水曜日） | 1時間50分繰り下げ |
| 6:45 - 6:55                | えいごであそぼ with Orton | 8:25 - 8:35 （木曜日・金曜日）  | 1時間40分繰り下げ |
| 6:55 - 7:00                | Eテレ0655                 | 変更なし                        |                   |
| 7:00 - 7:15                | シャキーン!               | 6:40 - 6:55 （月曜日 - 木曜日） | 20分繰り上げ      |
| 7:00 - 7:10 （最終金曜日） | マチスコープ              | 6:40 - 6:50 （毎週金曜日）      | 20分繰り上げ      |
| 7:10 - 7:15 （最終金曜日） | あそビーバー              | 6:50 - 6:55 （毎週金曜日）      | 20分繰り上げ      |
| 7:15 - 7:25                | アニメ はなかっぱ         | 7:10 - 7:20                     | 5分繰り上げ       |
| 7:25 - 7:30                | デザインあ 5分版          | 終 了                           |                   |
| 7:30 - 7:35                | ピタゴラスイッチ ミニ     | NHK総合に移行                   | 不定期放送に変更  |
| 7:35 - 7:45                | コレナンデ商会            | 7:20 - 7:30                     | 15分繰り上げ      |
| 7:45 - 8:00                | みいつけた!               | 7:30 - 7:45                     | 15分繰り上げ      |
| 8:00 - 8:24                | おかあさんといっしょ      | 7:45 - 8:09                     | 15分繰り上げ      |
| 8:24 - 8:25                | パッコロリン              | 8:09 - 8:10                     | 15分繰り上げ      |
| 8:25 - 8:40                | いないいないばあっ!       | 8:10 - 8:25                     | 15分繰り上げ      |
| 8:40 - 8:45                | オトッペ                  | 6:35 - 6:40                     | 2時間5分繰り上げ  |
| 8:45 - 8:50                | プチプチ・アニメ          | 変更なし                        |                   |
| 8:50 - 8:55                | てれび絵本                | 変更なし                        | [ 注 5 ]          |
| 8:55 - 9:00                | みんなのうた              | 変更なし                        |                   |

#### 土曜日
| 6:35 - 9:00 | 6:35 - 9:00                      | 6:35 - 9:00 | 6:35 - 9:00              |
| 改 編 前    | 番 組 名                         | 改 編 後    | 備 考                    |
| ----------- | -------------------------------- | ----------- | ------------------------ |
| 6:35 - 6:45 | オドモTV                         | 終 了       |                          |
| 6:45 - 6:55 | ミミクリーズ                     | 7:00 - 7:10 | 15分繰り下げ             |
| 6:55 - 7:00 | あそビーバー                     | 変更なし    |                          |
| 7:00 - 7:15 | デザインあ                       | 7:25 - 7:35 | 25分繰り下げ （5分縮小） |
| 7:15 - 7:30 | なりきり!むーにゃん 生きもの学園 | 7:10 - 7:25 | 5分繰り上げ              |
| 7:30 - 7:45 | ノージーのひらめき工房           | 8:10 - 8:25 | 40分繰り下げ             |
| 7:45 - 8:00 | ピタゴラスイッチ                 | 7:35 - 7:45 | 10分繰り上げ （5分縮小） |
| 8:00 - 8:24 | おかあさんといっしょ             | 7:45 - 8:09 | 15分繰り上げ             |
| 8:24 - 8:25 | パッコロリン                     | 8:09 - 8:10 | 15分繰り上げ             |
| 8:25 - 8:35 | ムジカ・ピッコリーノ             | 変更なし    |                          |
| 8:35 - 9:00 | アニメ おさるのジョージ          | 変更なし    |                          |

#### 日曜日
| 7:00 - 8:00            | 7:00 - 8:00            | 7:00 - 8:00            | 7:00 - 8:00  |
| 改 編 前               | 番 組 名               | 改 編 後               | 備 考        |
| ---------------------- | ---------------------- | ---------------------- | ------------ |
| 7:00 - 7:10            | コレナンデ サンデー    | 終 了                  |              |
| 7:10 - 7:40            | みいつけた!さん        | 終 了                  |              |
| 7:10 - 7:40 （最終週） | ワンワンわんだーらんど | 7:25 - 7:55 （最終週） | 15分繰り下げ |
| 7:40 - 7:45            | オトッペ               | 終 了                  |              |
| 7:45 - 7:55            | アニメ わしも          | 終 了                  |              |
| 7:55 - 8:00            | みんなのうた           | 変更なし               |              |

#### 2021年度時点の主な番組

##### 幼稚園・保育所向け番組
『幼稚園・保育所の時間』が2011年度の改編に伴い廃枠となったために設定された番組。カッコ内は番組の放送開始日である。
『幼稚園・保育所の時間』の枠外であった番組も加えられたが、あくまでもEテレキッズの一部として位置づけられているため、放送時間は頻繁に変更されている。
- おかあさんといっしょ（1959年10月5日）※土曜日も放送。
- おとうさんといっしょ（2021年4月11日）※毎月第2・第3土曜日に放送。翌日に再放送。
- いないいないばあっ!（1996年4月1日）※1996年度上半期はBS2で放送。
  - ワンワンわんだーらんど（2018年4月29日）※毎月最終土曜日に放送。翌日に再放送。
- ピタゴラスイッチ（2002年4月9日）※本放送は水曜日 - 土曜日。
- みいつけた!（2009年3月30日）
- ニャンちゅう!宇宙!放送チュー!（2018年4月8日）※日曜日の朝・夕各1回放送。
- ノージーのひらめき工房（2013年4月3日）※本放送は土曜日。
- きかんしゃトーマス（2012年4月8日）
- マチスコープ（2020年4月3日）※毎週金曜日に放送。
- みんなDEどーもくん!（2021年4月4日）※毎月第1土曜日に放送。翌日に再放送。

##### 教育・教養系
- えいごであそぼ with Orton（2017年4月3日）※土曜日の朝も放送。
- オトッペ（2017年4月3日）※2020年度までは日曜日の朝も放送。
- てれび絵本（1991年4月1日）
- にほんごであそぼ（2003年4月7日）
- ムジカ・ピッコリーノ（2013年4月6日）※本放送は金曜日。翌日に再放送。
- ミミクリーズ（2015年3月30日）※本放送は月曜日。

##### 娯楽系・その他
- みんなのうた（1961年4月3日）※本枠では平日の「8時55分 - 9時」「16時 - 16時5分」と日曜日の「7時55分 - 8時」。
- Eテレ0655（2010年3月29日）※金曜日の放送がなかった2010年度は単独枠で放送。
- ゴー!ゴー!キッチン戦隊クックルン（2015年3月30日）
- シャキーン!（2008年3月31日）※月曜日 - 木曜日に放送。金曜日は『マチスコープ』と『あそビーバー』を放送。
- おさるのジョージ（2008年4月5日）
- パッコロリン（2011年3月28日）※土曜日も放送。
- はなかっぱ（2010年3月29日）※2017年度上半期までは土曜日も放送。
- プチプチ・アニメ（1994年4月4日）
- あおきいろ（2021年10月4日）※土曜日も放送。金曜日は休止。
  - 詳細は「プチプチ・アニメ2#放送作品」を参照。

### 2022年度
2022年度は、正籬聡放送総局長が「地上波の改定は、デジタル放送を開始した2003年以来最大規模になると見込んでいる」と言及した。
まず、14年間続いた『シャキーン!』が廃止。代わって『おじゃる丸』『ねこのめ美じゅつかん』『おむすびニッポン』が放送を開始した。
また『ゴー!ゴー!キッチン戦隊クックルン』が月曜日 - 水曜日の週3回に縮小。代わって木曜日は『あおきいろ』、金曜日は『マチスコープ』が放送を開始した。
さらに、6年間続いた『コレナンデ商会』が廃止。『ハッチポッチステーション』から27年間続いたパペットバラエティシリーズも終了した。代わって月曜日 - 水曜日は『オハ!よ〜いどん』、木曜日は『でこぼこポン!』『えるえる』、金曜日は『ノージーのレッツ!ひらめき工房』が放送を開始した（2022年度は10分番組の新作『レッツ!』と15分番組の旧作が並行放送された）。
そのほか、32年間続いた『しぜんとあそぼ』が放送を終了した。
夕方枠も保育園児の帰宅ピークに合わせ、幼児番組『おかあさんといっしょ』『みいつけた!』の放送時間を16時台から18時台に変更し、ティーンズゾーン枠の18時台の番組をEテレキッズ枠にも編入。代わりに16時台は、幼稚園や小学校から帰宅した子供が楽しく学べる番組編成に改めた。
番組開始から30年目に突入した『天才てれびくん』、前身番組『天才ビットくん』から数えて通算22年目に突入した『ビットワールド』が初めてEテレキッズ枠に編入されたほか『あつまれ!わんパーク』時代まで本枠の扱いであった『おじゃる丸』『忍たま乱太郎』も再編入され、Eテレキッズ枠はティーンズゾーン枠と合わせ、15時30分から20時までの4時間30分（Eテレキッズゾーンの番組は19時までの3時間30分）に拡大された。
土曜日や日曜日も大規模に変更され『おとうさんといっしょ』『みんなDEどーもくん!』『ワンワンわんだーらんど』は土曜日の昼を本放送（Eテレキッズ枠外）とし、日曜日の朝は再放送に変更された。
また『ニャンちゅう!宇宙!放送チュー!』は日曜日の朝に新設され、夕方の再放送と合わせて毎週放送されるようになったほか『きかんしゃトーマス』『ムジカ・ピッコリーノ』でも放送時間の変更が行われた。土曜日の夕方はアニメの増加に伴い拡大された一方、日曜日の夕方は『ニャンちゅう!宇宙!放送チュー!（再放送）』のみとなり、時間帯が削減された。

### 2023年度
出典
小学校低学年に向けたラインナップの強化として、土曜日または日曜日に放送されていた『おとうさんといっしょ』『みんなDEどーもくん!』『ワンワンわんだーらんど』『ニャンちゅう!宇宙!放送チュー!』の本放送が平日の16時台に変更された。
それまでの時間帯は再放送もしくは別番組に変更され、同時間帯には『テレどーも!』『Eテレタイムマシン』が新設された。
他の時間枠の変更は少なく、新番組への変更または番組のリニューアル（『いないいないばあっ!』など）が中心となった。新番組・変更点は以下のとおり。

#### 新番組
- 『えいごであそぼ Meets the World』：『えいごであそぼ with Orton』の後継。
- 『デザインあneo』：休止していた『デザインあ』の再開・リニューアル。
- 『アイラブみー』：レギュラー放送を開始[46]。
- 日曜17時のアニメ枠：上半期は『青のオーケストラ』、下半期は『ドッグシグナル』。
- 『へんしん!ダンコちゃん』：下半期のみ[47]。

#### 廃止番組
- 『ムジカ・ピッコリーノ』：新作の放送を終了。アンコール放送に変更。

#### その他の変更点
- 平日の夕方のEテレキッズ枠開始を15時30分に繰り上げ。
- 『にほんごであそぼ』の本放送を月曜日の1回に削減。土曜日の再放送を復活。
- 金曜日6時台は『おむすびニッポン』に統一。『ねこのめ美じゅつかん』は放送時間変更。
- 『オトッペ』が平日の朝のみの放送になった[注 10]。

そのほか、夕方を中心に時間の調整が行われた。
これらの変更により、Eテレキッズ枠は平日の夕方と土曜日の朝で増加した。

### 2024年度
出典
前年度と同様、大規模な変化のない改編となった。
平日の朝では『オトッペ』が廃止。月曜日 - 木曜日は『プチプチ・アニメ』、金曜日は『ギョふんでサカナ★スター』に変更。また、木曜日の『スクる!』、金曜日の『ノージーのレッツ!ひらめき工房』が廃止。それぞれ『まいにちスクスク』『わらたまドッカ〜ン（再放送）』に変更された。
土曜日9時台の『宇宙なんちゃら こてつくん』が廃止。『おむすびニッポン』に変更。日曜日7時台の『ニャンちゅう!宇宙!放送チュー!』が5分拡大され『ポップイン!クラフト』が廃止された（全て再放送）。
木曜日15時台の『ノージーのレッツ!ひらめき工房』が廃止。『リトル・チャロ』に変更された（共に再放送）。
16時台の『Eテレタイムマシン』の本放送が水曜日に移動。『ニャンちゅう!宇宙!放送チュー!』の本放送は金曜日に移動の上5分拡大され『スクる!』が廃止。木曜日は『ハロー!ちびっこモンスター』および『ウェルカム!よきまるハウス』』（共に再放送）に変更。また、16時40分 - 17時に放送された番組のほとんどが入れ替えとなった。
17時台の『天才てれびくん』『ビットワールド』の放送時間が5分拡大。このため、17時30分 - 17時35分のミニ番組は全て廃止もしくは時間移動となった。
18時台では、木曜日の『宇宙なんちゃら こてつくん』、土曜日の『ムジカ・ピッコリーノ（アンコール放送）』が廃止。それぞれ『ピタゴラスイッチ』『ウチのどうぶつえん』に変更された。
そのほか、複数の時間帯で新アニメがスタートした。

### 2025年度
番組編成の変更
今年度は、終了番組や新番組は少ないが、放送時間帯の移動が多いことである。
6時台では、平日の6時40分 - 6時55分の番組が全て放送時間を変更し、6時40分 - 6時45分は『プチプチ・アニメ』、6時45分 - 6時55分は『ピタゴラスイッチ』に変更。また、土曜日の6時35分 - 6時50分の『キソ英語を学んでみたら世界とつながった。（再放送）』が終了し、6時35分 - 6時40分は『みんなのうた』、6時40分 - 6時50分は『にほんごであそぼ（再放送）』に変更となった。
7時台では、月曜日 - 土曜日の7時 - 7時30分の番組が全て放送時間を変更し、平日の7時 - 7時20分は新番組『The Wakey Show』、7時20分 - 7時30分は『はなかっぱ』、土曜日の7時 - 7時30分は『オハ!よ〜いどん』に変更となった。
8時台では、月曜日 - 木曜日の8時25分 - 8時35分の番組が全て放送時間を変更し『おじゃる丸』が移動。また、金曜日の『わらたまドッカ〜ン（再放送）』が終了し『ミミクリーズ』に変更となった。このほか、8時35分 - 8時45分の番組のうち、水曜日の『MIXびじゅチューン!』と木曜日・金曜日の『ピタゴラスイッチ』が放送時間を変更し、それぞれ『デザインあneo』『でこぼこポン!』『あおきいろ』に変更となった。
15時台では、火曜日の『エイゴビート2』が終了し『おむすびニッポン』に変更。また、月曜日の『Eテレタイムマシン』、火曜日の『ねこのめ美じゅつかん』、木曜日の『リトル・チャロ』が放送時間を変更し、それぞれ『ゴー!ゴー!キッチン戦隊クックルン』『あおきいろ』『ボクを食べないキミへ』に変更となった（全て再放送）。
平日の15時55分 - 17時30分の番組は全て入れ替えとなり、『いないいないばあっ!』が20分繰り下げ、『はなかっぱ』が10分繰り上げとなり、17時10分 - 17時30分に新番組『The Wakey Show』が放送される（全て再放送）。
今年度の改編の特徴は、同一時間帯の番組が、おおむね統一されたことである。
平日の6時25分 - 8時35分および17時 - 19時は、金曜日の8時25分 - 8時35分、17時30分 - 18時および18時40分 - 18時50分を除き、同一番組となった。

## 2025年度前期の編成
太字は移設番組（※は新設番組）。

### 平日
| 時刻  | 月                                                        | 火                                                         | 水                             | 木                                                 | 金                                          | 時刻  |
| ----- | --------------------------------------------------------- | ---------------------------------------------------------- | ------------------------------ | -------------------------------------------------- | ------------------------------------------- | ----- |
| 6:25  | テレビ体操                                                | テレビ体操                                                 | テレビ体操                     | テレビ体操                                         | テレビ体操                                  | 6:25  |
| 6:35  | みんなのうた                                              | みんなのうた                                               | みんなのうた                   | みんなのうた                                       | みんなのうた                                | 6:35  |
| 6:40  | プチプチ・アニメ                                          | プチプチ・アニメ                                           | プチプチ・アニメ               | プチプチ・アニメ                                   | プチプチ・アニメ                            | 6:40  |
| 6:45  | ピタゴラスイッチ                                          | ピタゴラスイッチ                                           | ピタゴラスイッチ               | ピタゴラスイッチ                                   | ピタゴラスイッチ                            | 6:45  |
| 6:55  | Eテレ0655                                                 | Eテレ0655                                                  | Eテレ0655                      | Eテレ0655                                          | Eテレ0655                                   | 6:55  |
| 7:00  | ※The Wakey Show                                           | ※The Wakey Show                                            | ※The Wakey Show                | ※The Wakey Show                                    | ※The Wakey Show                             | 7:00  |
| 7:20  | はなかっぱ                                                | はなかっぱ                                                 | はなかっぱ                     | はなかっぱ                                         | はなかっぱ                                  | 7:20  |
| 7:30  | みいつけた!                                               | みいつけた!                                                | みいつけた!                    | みいつけた!                                        | みいつけた!                                 | 7:30  |
| 7:45  | おかあさんといっしょ                                      | おかあさんといっしょ                                       | おかあさんといっしょ           | おかあさんといっしょ                               | おかあさんといっしょ                        | 7:45  |
| 8:10  | いないいないばあっ!                                       | いないいないばあっ!                                        | いないいないばあっ!            | いないいないばあっ!                                | いないいないばあっ!                         | 8:10  |
| 8:25  | おじゃる丸                                                | おじゃる丸                                                 | おじゃる丸                     | おじゃる丸                                         | ミミクリーズ                                | 8:25  |
| 8:35  | にほんごであそぼ                                          | えいごであそぼ Meets the World                             | デザインあneo                  | でこぼこポン!                                      | あおきいろ                                  | 8:35  |
| 8:45  | ミニアニメ                                                | ミニアニメ                                                 | プチプチ・アニメ               | プチプチ・アニメ                                   | プチプチ・アニメ                            | 8:45  |
| 8:50  | てれび絵本                                                | てれび絵本                                                 | てれび絵本                     | まいにちスクスク                                   | まいにちスクスク                            | 8:50  |
| 8:55  | みんなのうた                                              | みんなのうた                                               | みんなのうた                   | みんなのうた                                       | みんなのうた                                | 8:55  |
| 時刻  | 月                                                        | 火                                                         | 水                             | 木                                                 | 金                                          | 時刻  |
| 15:30 | ゴー!ゴー!キッチン戦隊クックルン                          |                                                            |                                |                                                    | MIXびじゅチューン!                          | 15:30 |
| 15:35 | ゴー!ゴー!キッチン戦隊クックルン                          | おむすびニッポン                                           | えいごであそぼ Meets the World | にほんごであそぼ                                   | MIXびじゅチューン!                          | 15:35 |
| 15:40 | ゴー!ゴー!キッチン戦隊クックルン                          | おむすびニッポン                                           | えいごであそぼ Meets the World | にほんごであそぼ                                   | ノージーのひらめき工房                      | 15:40 |
| 15:45 | ゴー!ゴー!キッチン戦隊クックルン                          | あおきいろ                                                 | アイラブみー                   | ボクを食べないキミへ                               | ノージーのひらめき工房                      | 15:45 |
| 15:55 | 考えるカラス                                              | おんがくブラボー / カテイカ                                | キミなら何つくる?              | で～きた                                           | カラフル! / ※NHK for School通信             | 15:55 |
| 16:05 | テキシコー                                                | アッ!とメディア～＠media～                                 | カガクノミカタ                 | ストレッチマン・ゴールド                           | カラフル! / ※NHK for School通信             | 16:05 |
| 16:10 | テキシコー                                                | アッ!とメディア～＠media～                                 | カガクノミカタ                 | ストレッチマン・ゴールド                           | ミクロワールド                              | 16:10 |
| 16:15 | いないいないばあっ!                                       | いないいないばあっ!                                        | いないいないばあっ!            | いないいないばあっ!                                | いないいないばあっ!                         | 16:15 |
| 16:30 | おとうさんといっしょ                                      | みんなDEどーもくん!Eテレタイムマシンワンワンわんだーらんど | ニャンちゅう!宇宙!放送チュー!  | ハロー!ちびっこモンスターウェルカム!よきまるハウス | オハ!よ〜いどん                             | 16:30 |
| 17:00 | はなかっぱ                                                | はなかっぱ                                                 | はなかっぱ                     | はなかっぱ                                         | はなかっぱ                                  | 17:00 |
| 17:10 | ※The Wakey Show                                           | ※The Wakey Show                                            | ※The Wakey Show                | ※The Wakey Show                                    | ※The Wakey Show                             | 17:10 |
| 17:30 | 天才てれびくん                                            | 天才てれびくん                                             | 天才てれびくん                 | 天才てれびくん                                     | ビットワールド                              | 17:30 |
| 18:00 | おかあさんといっしょ                                      | おかあさんといっしょ                                       | おかあさんといっしょ           | おかあさんといっしょ                               | おかあさんといっしょ                        | 18:00 |
| 18:24 | SDGsのうた / あおきいろ                                   | SDGsのうた / あおきいろ                                    | SDGsのうた / あおきいろ        | SDGsのうた / あおきいろ                            | SDGsのうた / あおきいろ                     | 18:24 |
| 18:25 | みいつけた!                                               | みいつけた!                                                | みいつけた!                    | みいつけた!                                        | みいつけた!                                 | 18:25 |
| 18:40 | ピタゴラスイッチ                                          | ピタゴラスイッチ                                           | ピタゴラスイッチ               | ピタゴラスイッチ                                   | ふしぎ駄菓子屋 銭天堂                       | 18:40 |
| 18:50 | 忍たま乱太郎                                              | 忍たま乱太郎                                               | 忍たま乱太郎                   | 忍たま乱太郎                                       | 忍たま乱太郎                                | 18:50 |
| 時刻  | 月                                                        | 火                                                         | 水                             | 木                                                 | 金                                          | 時刻  |
| 19:00 | 出川哲朗のクイズほぉ〜スクール診療中!こどもネタクリニック | ハロー!ちびっこモンスターウェルカム!よきまるハウス         | 科学×冒険サバイバル!           | おしりたんてい                                     | 魔入りました!入間くん2                      | 19:00 |
| 19:20 | 出川哲朗のクイズほぉ〜スクール診療中!こどもネタクリニック | ハロー!ちびっこモンスターウェルカム!よきまるハウス         | 科学×冒険サバイバル!           | ※アン・シャーリー                                  | 魔入りました!入間くん2                      | 19:20 |
| 19:25 | 出川哲朗のクイズほぉ〜スクール診療中!こどもネタクリニック | ハロー!ちびっこモンスターウェルカム!よきまるハウス         | ヴィランの言い分               | ※アン・シャーリー                                  | ギョギョッとサカナ★スターウチのどうぶつえん | 19:25 |
| 19:30 | 偉人の年収 How much?木村多江の、いまさらですが…           | ＃バズ英語〜SNSで世界をみよう〜                            | ヴィランの言い分               | ※アン・シャーリー                                  | ギョギョッとサカナ★スターウチのどうぶつえん | 19:30 |
| 19:45 | 偉人の年収 How much?木村多江の、いまさらですが…           | ＃バズ英語〜SNSで世界をみよう〜                            | ヴィランの言い分               | びじゅチューン!                                    | ギョギョッとサカナ★スターウチのどうぶつえん | 19:45 |
| 19:50 | 偉人の年収 How much?木村多江の、いまさらですが…           | ＃バズ英語〜SNSで世界をみよう〜                            | ヴィランの言い分               | デザインあneo                                      | ギョギョッとサカナ★スターウチのどうぶつえん | 19:50 |
| 19:55 | 偉人の年収 How much?木村多江の、いまさらですが…           | ＃バズ英語〜SNSで世界をみよう〜                            | ギョふんでサカナ★スター        | デザインあneo                                      | ざんねんないきもの事典                      | 19:55 |

### 土曜日
| 朝 - 昼（5:50 - 13:00）    | 朝 - 昼（5:50 - 13:00）            |
| -------------------------- | ---------------------------------- |
| 05:50 - 06:00              | おむすびニッポン                   |
| 06:00 - 06:25              | やさいの時間                       |
| 06:25 - 06:35              | テレビ体操                         |
| 06:35 - 06:40              | みんなのうた                       |
| 06:40 - 06:50              | にほんごであそぼ                   |
| 06:50 - 07:00              | えいごであそぼ Meets the World     |
| 07:00 - 07:30              | オハ!よ〜いどん                    |
| 07:30 - 07:45              | ノージーのひらめき工房             |
| 07:45 - 08:10              | おかあさんといっしょ               |
| 08:10 - 08:35              | パディントンのぼうけん2            |
| 08:35 - 09:00              | おさるのジョージ                   |
| 09:00 - 09:20              | おしりたんてい                     |
| 09:20 - 09:30              | アイラブみー                       |
| 09:30 - 09:35              | ミニアニメ                         |
| 09:35 - 10:00              | ゴー!ゴー!キッチン戦隊クックルン   |
| 10:00 - 10:30              | ギョギョッとサカナ★スター          |
| 10:00 - 10:30              | ウチのどうぶつえん（月1回）        |
| 10:30 - 11:00              | ヴィランの言い分                   |
| 11:00 - 11:30              | サイエンスZERO                     |
| 11:30 - 11:40              | ねこのめ美じゅつかん               |
| 11:40 - 12:00              | 週間手話ニュース                   |
| 12:00 - 12:30              | みんなDEどーもくん!（第1週）       |
| 12:00 - 12:30              | Eテレタイムマシン（第2週）         |
| 12:00 - 12:30              | ワンワンわんだーらんど（第3・4週） |
| 12:30 - 13:00              | すくすく子育て                     |
| 夕方 - 夜（17:00 - 23:00） |                                    |
| 17:00 - 17:24              | おかあさんといっしょ               |
| 17:24 - 17:25              | SDGsのうた / あおきいろ            |
| 17:25 - 17:45              | きかんしゃトーマス                 |
| 17:45 - 17:55              | ふしぎ駄菓子屋 銭天堂              |
| 17:55 - 18:20              | スポンジ・ボブ                     |
| 18:20 - 18:25              | ミニアニメ                         |
| 18:25 - 18:50              | ※アン・シャーリー                  |
| 18:50 - 19:00              | ボクを食べないキミへ               |
| 19:00 - 19:45              | 地球ドラマチック                   |
| 19:45 - 19:55              | ウチのどうぶつえん                 |
| 19:55 - 20:00              | NHK手話ニュース                    |
| 20:00 - 20:45              | 沼にハマってきいてみた             |
| 20:45 - 21:15              | ※わたしの日々が、言葉になるまで    |
| 21:15 - 21:40              | チ。-地球の運動について-           |
| 21:40 - 21:45              | ミニ番組                           |
| 21:45 - 21:50              | びじゅチューン!                    |
| 21:50 - 22:00              | デザインあneo                      |
| 22:00 - 22:50              | おとなのEテレタイムマシン          |
| 22:50 - 23:00              | マチスコープ                       |

### 日曜日
| 朝（6:25 - 8:00）     | 朝（6:25 - 8:00）             |
| --------------------- | ----------------------------- |
| 06:25 - 06:35         | テレビ体操                    |
| 06:35 - 07:00         | NHK俳句                       |
| 07:00 - 07:30         | ニャンちゅう!宇宙!放送チュー! |
| 07:30 - 08:00         | おとうさんといっしょ          |
| 夕方（17:00 - 18:00） |                               |
| 17:00 - 17:25         | 青のオーケストラ              |
| 17:25 - 17:50         | 海外少年少女ドラマ            |
| 17:50 - 18:00         | こども手話ウイークリー        |

## 番組枠の変遷
- 1956年4月9日：『学校放送 幼稚園』の編成開始。
- 1959年10月5日：『おかあさんといっしょ』がNHK総合で放送開始。
- 1960年4月4日：『学校放送 幼稚園』が『幼稚園・保育所の時間』に改題し、NHK教育に完全移行。
- 1985年4月1日：『おかあさんといっしょ』（月曜日 - 土曜日の17時 - 17時25分）と『みんなのうた』（月曜日 - 土曜日の17時25分 - 17時30分）がNHK教育で編成開始。
- 1990年4月2日：『母と子のテレビタイム』の編成開始。
- 1999年4月5日：『あつまれ!わんパーク』の編成開始。
- 2010年3月29日：『Eテレキッズ』の編成開始。

## 終了番組
| 番組名                                            | 放送期間                      |
| ------------------------------------------------- | ----------------------------- |
| えいごであそぼ                                    | 1990年4月2日 - 2017年3月31日  |
| つくってあそぼ                                    | 1990年4月4日 - 2013年3月30日  |
| しぜんとあそぼ                                    | 1990年4月6日 - 2022年3月29日  |
| つくってワクワク                                  | 1999年4月5日 - 2013年3月29日  |
| ピタゴラスイッチ ミニ                             | 2002年4月1日 - 2021年3月27日  |
| クインテット                                      | 2003年4月7日 - 2013年3月30日  |
| ニャンちゅうワールド放送局                        | 2005年4月10日 - 2018年4月1日  |
| モリゾー・キッコロ 森へいこうよ!                  | 2007年4月7日 - 2015年3月28日  |
| シャキーン!                                       | 2008年3月31日 - 2022年3月31日 |
| ダーウィンの動物大図鑑 はろ〜!あにまる            | 2009年3月30日 - 2012年3月30日 |
| クッキンアイドル アイ!マイ!まいん!                | 2009年3月30日 - 2013年3月29日 |
| カラフル!                                         | 2009年4月2日 - 2014年10月2日  |
| マリー&ガリー                                     | 2009年3月31日 - 2017年3月29日 |
| みいつけた!さん                                   | 2010年4月4日 - 2021年3月21日  |
| あつまれ!ワンワンわんだーらんど                   | 2010年5月30日 - 2018年3月25日 |
| フックブックロー                                  | 2011年3月28日 - 2016年4月1日  |
| デザインあ5分版                                   | 2011年10月1日 - 2021年3月26日 |
| ニャンちゅうワールド放送局ミニ                    | 2012年4月4日 - 2018年4月5日   |
| すすめ!キッチン戦隊クックルン                     | 2013年4月1日 - 2015年3月27日  |
| ムジカ・ピッコリーノ                              | 2013年4月6日 - 2023年3月22日  |
| おとうさんといっしょ ミニ〜レオレオれーるうえい〜 | 2013年4月6日 - 2021年3月26日  |
| ゆうやけシャキーン!                               | 2015年3月31日 - 2016年3月29日 |
| コレナンデ商会                                    | 2016年4月4日 - 2022年3月31日  |
| どちゃもん あさめしまえ                           | 2016年4月10日 - 2018年4月1日  |
| オトッペ                                          | 2017年4月3日 - 2024年3月29日  |
| えいごであそぼ with Orton                         | 2017年4月3日 - 2023年4月1日   |
| ノージーのひらめき工房ミニ                        | 2017年4月5日 - 2021年3月17日  |
| コレナンデサンデー                                | 2018年4月8日 - 2021年3月28日  |
| ニャンちゅう!宇宙!放送チュー!ミニ                 | 2018年4月12日 - 2021年3月25日 |
| あそビーバー                                      | 2019年4月6日 - 2022年3月26日  |

## 通信教育プログラム
2011年度からいないいないばあっ!・おかあさんといっしょ・みいつけた!をメインにDVDと玩具をセットにした通信教育サービス「やったね!」が開始した。
小学館、講談社の幼児向け雑誌の広告で会員を募っていて、文部科学省の幼稚園教育要領および厚生労働省の保育所保育指針に対応したカリキュラム編成を中心に見る・聞く・遊ぶ・作る・楽しむといった5項目の体験を通して学ぶことができる。
- やったね!いないいないばあっ!コース：生活習慣スキル・運動スキル・道徳スキルの基本に特化した内容となっていて、入園準備ができる。ナビキャラクターはワンワン。
- やったね!おかあさんといっしょコース：生活習慣スキル・運動スキル・道徳スキルの仕上げと表現スキル・数と言葉の理解スキル・自然観察スキルの基本に特化した内容となっていて幼稚園で学ぶ初歩的な内容として学ぶことができる。ナビキャラクターはポコポッテイト。
- やったね!みいつけた!コース：表現スキル・数と言葉の理解スキル・自然観察スキルの仕上げと生活習慣スキル・運動スキル・道徳スキルの発展・応用に特化した内容となっていて入学準備ができる。ナビキャラクターはサボさん。

また、関連プログラムとして、番組情報などを配信するオンラインコンテンツ『キッズワンダーランド』（NHKエデュケーショナル運営）が存在した。
このサイトには、番組のキャラクターで遊ぶコンテンツが存在し、2009年1月15日の開始当初より『いないいないばあっ!』からワンワン、続いて6月29日より『おかあさんといっしょ』の『ぐ〜チョコランタン』からスプー、2010年8月10日には『みいつけた!』からコッシー、スイちゃん、サボさん、2011年には『パッコロリン』からパックン、リン、コロンが参加し、スプーが『ポコポッテイト』のムテ吉に入れ替わっている。
こちらは、2015年9月7日に子育て番組（『まいにちスクスク』等が参加）のコンテンツ「すくすく.COM」と統合して「すくコム」（NHKエデュケーショナル運営）となるのに伴い終了した。